# Karrar (Panzer)
Der Karrar (persisch; „Kämpfer, Stürmer“, englisch Carrier) ist ein iranischer Kampfpanzer. Der Panzer ist tag- und nachtkampffähig und wurde am 12. März 2017 vorgestellt. Trotz der äußerlichen Ähnlichkeit mit dem T-90 gab es keine russische Unterstützung.

## Geschichte
Nachdem der Karrar der Öffentlichkeit vorgestellt wurde, kündigte die militärische Führung den Beginn der Serienproduktion für den 12. März 2017 an. Dies ist allerdings noch nicht erfolgt, genauso wenig die Nennung konkreter Produktionszahlen.
Der Nachrichtenagentur Tasnim News Agency gegenüber kündigte Brigadegeneral Kiomars Heidari im Jahr 2017 an, die Auslieferung des Karrar soll 2018 anlaufen.

## Entwicklung
Die Hauptbewaffnung des Karrar besteht aus einer 125-Millimeter-Glattrohrkanone, die mit einem Rauchabsauger ausgestattet ist. Eine ferngesteuerte Waffenstation auf dem Turm ist mit einem 12,7-Millimeter-Maschinengewehr ausgerüstet. Die Hauptwaffe soll in der Lage sein, lasergelenkte Panzerabwehrraketen abzufeuern. Eine automatische Ladeeinrichtung ist ebenfalls installiert, was die Notwendigkeit eines Ladeschützen erspart.
Der Karrar soll gemäß iranischer Quellen mit modernster Reaktivpanzerung an der Vorderseite der Wanne und des Geschützturms ausgestattet sein. Außerdem sind Panzerplatten am oberen Teil der Fahrwerksaufhängung und Käfigpanzerung an der Rückseite der Wanne und des Geschützturms vorhanden. Externe Treibstofftanks können am Heck montiert werden, um die Reichweite des Fahrzeuges, etwa 550 Kilometer, noch um etwa 280 Kilometer zu erhöhen.